# Kloster Sambucina
Das Kloster Sambucina (ital.: Santa Maria di Sambucina) ist eine ehemalige Zisterziensermönchsabtei in Kalabrien, Italien. Sie liegt rund 7 km östlich von Luzzi in der Provinz Cosenza im westlichen Teil des Sila-Gebirges, in 780 m Meereshöhe.

## Geschichte
Das Kloster soll, allerdings unbelegt, 1160 als erste Ordensniederlassung im normannischen Herrschaftsbereich in Unteritalien gegründet worden sein. Belegt ist eine Landschenkung König Wilhelms II. von Sizilien an das Kloster im Jahr 1166, die Königsland am westlichen Ufer des Flusses Crati betraf. Der darin genannte Abt Dominicus wurde 1171 zum Abt von Montecassino gewählt, der älteste sichere Nachweis für Zisterzienser in Sambucina stammt aus dem Jahr 1188. Ein verschiedentlich genanntes Gründungsdatum 1140 (auch mit einem benediktinischen Vorgängerkloster seit 1087) ist nicht belegt. Der Gründungskonvent soll nach der örtlichen Tradition  aus dem Kloster Casamari gekommen sein. Damit gehörte Sambucina der Filiation der Primarabtei Kloster Clairvaux an. Im späten 12. Jahrhundert lebte Joachim von Fiore kurzfristig in der Nähe des Klosters.
Das Kloster nahm schnell einen starken Aufschwung und errichtete sechs Tochterklöster, nämlich Kloster Novara di Sicilia (1172) und Kloster Santo Spirito di Palermo, Kloster Roccadia (1176), Kloster Santa Maria del Galeso (1195), Kloster Acquaformosa (1197) und Kloster Sant’Angelo in Frigido (1220).
Ein erstes Erdbeben beschädigte 1184 das Kloster schwer. Der Wiederaufbau in den 1190er Jahren wurde vom fünften Abt Lukas (1193–1202) geleitet. Als späterer Erzbischof von Cosenza (1203–1227) geht auf ihn der Bau der dortigen Kathedrale zurück. 
Abt Johannes von Sambucina hielt sich 1217 nachweislich sechs Wochen im Kloster Eberbach im Rheingau auf.  Auf seinem Rückweg nach Kalabrien folgten Abt Johannes eine größere Zahl Mönche aus dem Eberbach in das Kloster Sambucina.  Da die Mönche mit dieser Umsiedlung gegen das Gelübde der Stabilitas loci verstießen, soll Abt Johannes von Generalkapitel des Ordens abgesetzt worden sein. Spätestens ab 1220 ist sein Nachfolger Abt Bonus belegt. Diesem Ereignis ging der gescheiterte Versuch Eberbachs voraus, ein eigenes Tochterkloster im Königreich Sizilien zu gründen.
Bekannt war das „studium artium“, das in Sambucina gepflegt wurde. Der Abt Bernhard wurde zum Bischof von Cerenzia. 1421 fiel das Kloster in Kommende. Durch ein Erdbeben stürzte die Kirche 1569 teilweise ein und auch das Kloster wurde beschädigt. Die Mönche zogen sich daraufhin in das Kloster Matina zurück, kehrten aber 1594 wieder. Dabei wurden die Kirche um vier Joche verkürzt und die Fassade zurückverlegt. 1633 trat die Abtei der kalabresisch-lukanischen Zisterzienserkongregation bei. Das Kloster wurde 1780 auf Grund eines Dekrets des Königs Ferdinand IV. (nach anderen Angaben erst unter Joseph Bonaparte 1807) aufgehoben. Eine Restaurierung fand 1973 statt.

## Anlage und Bauten
Von der ursprünglichen Anlage aus dem 12. Jahrhundert haben sich Teile des Apsisbereichs und ein Pfeilerpaar des Mittelschiffs erhalten. Das Portal in der zurückversetzten Westfassade entstand im 13./14. Jahrhundert. Die dreischiffige Kirche entsprach dem bernhardinischen Plan mit vortretendem Querhaus und rechteckigem Chorschluss.